# Línea Naranja (Metro de Chicago)
La línea Naranja (en inglés: Orange line) del Metro de Chicago comúnmente conocido como Chicago "L", consiste en 19 estaciones. La línea inicia en la estación Midway en el Aeropuerto Internacional Midway a la estación The Loop en el Centro de Chicago. La línea fue inaugurada el 31 de octubre de 1993.

## Historia

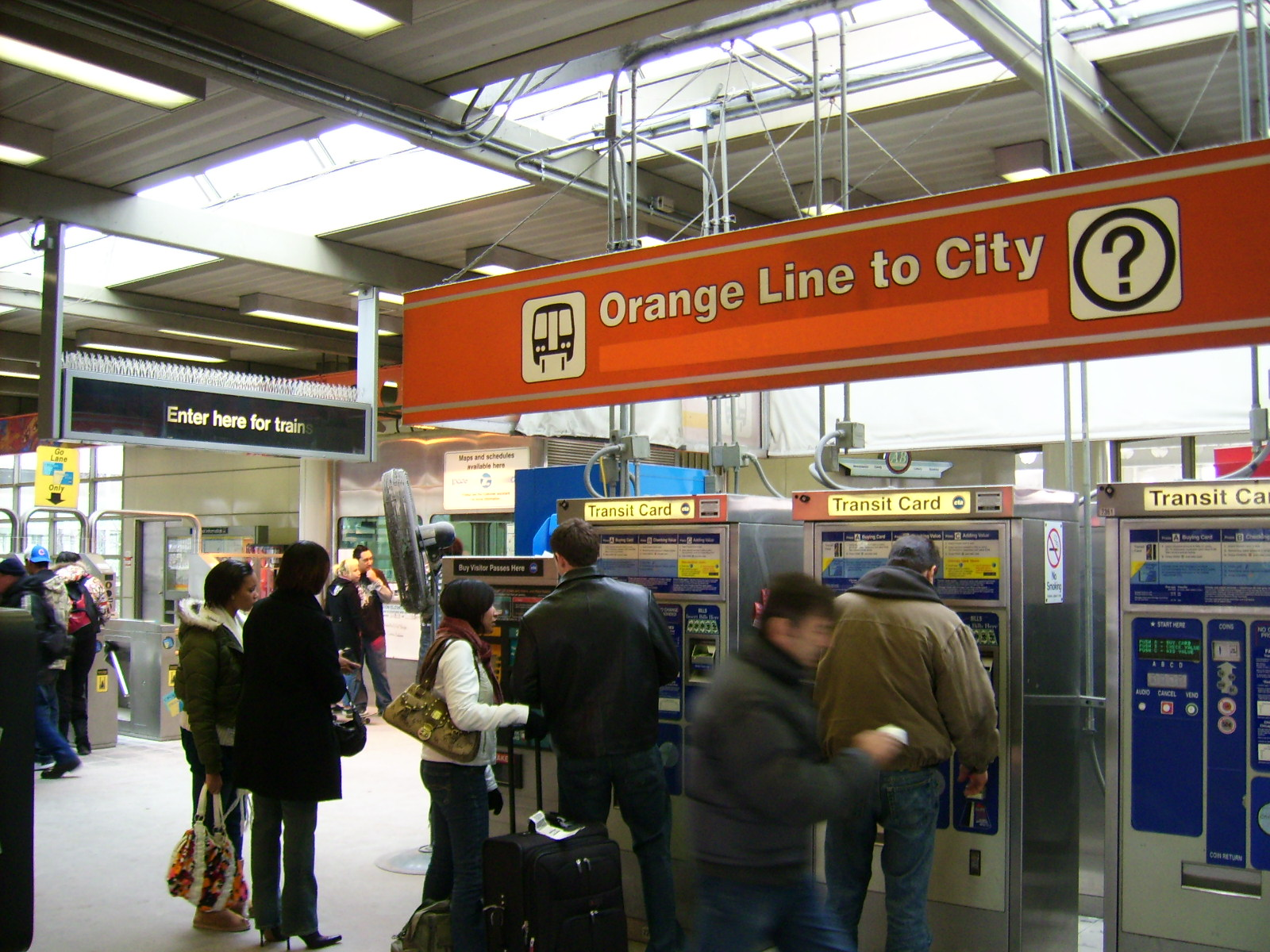
Aeropuerto Internacional Midway, terminal de la línea Naranja

La Línea Naranja fue inaugurada el 31 de octubre de 1993, y fue el primer servicio totalmente nuevo en ser construido en Chicago desde que la línea Dan Ryan abrió sus puertas en septiembre de 1969, y la primera extensión del sistema al Metro de Chicago, desde la ampliación de la línea Azul al Aeropuerto Internacional O'Hare en septiembre de 1984. Sin embargo, su planificación se remonta a la década de 1930 cuando la ciudad de Chicago propuso una extensión de una línea de alta velocidad al metro a lo largo de las calles Wells-Archer-Cicero entre el Loop y la calle 63 y la avenida Cicero cerca del Aeropuerto Internacional Midway (entonces llamado Aeropuerto Municipal de Chicago). Tendrían que pasar otras cuatro décadas antes de que los planificadores de tránsito de Chicago planificaran un plan concreto para un nuevo servicio de transporte rápido a esta zona de la ciudad.
En 1979, la ciudad comenzó el Proyecto de Transporte del Suroeste, que propuso la ampliación del sistema 'L' de la CTA en el Suroeste de Chicago, por medio de un ferrocarril existente en los derechos de vía, con nuevas conexiones en estructuras elevadas a lo largo del muy concurrido corredor Archer-49a-Cicero, iniciando desde el Loop a su terminal prevista en el Ford City Shopping Center. La financiación del proyecto se hizo posible a partir de unos fondos para construir una interestatal, en el cual la ciudad decidió cancelar este polémico y caro proyecto carretero, llamado Crosstown Expressway y el proyecto de la línea de la Calle Franklin, ahorrando así dinero. Los fondos federales para el proyecto estaban avalado por Representante William Lipinski que estaba a favor del entonces presidente Ronald Reagan, que quería dar las gracias a Lipinski por su voto para proporcionar ayuda a los nicaragüenses contras.
En 1985, la construcción de la línea de tránsito de $510 millones de dólares se inició y continuó hasta el otoño de 1993. Cuando se abrió la línea de Midway, la CTA decidió adoptar una nomenclatura de colores para la red de tránsito rápido (al igual que las de Boston, Washington D. C. y Cleveland) llamándose Línea Naranja.